# Gerardo Bedoya
Gerardo Bedoya de Galindo (Ebéjico, 26 de novembro de 1975) é um ex-futebolista colombiano que atuava como lateral-esquerdo e volante e que fez parte da seleção colombiana que conquistou a Copa América de 2001. Foi o jogador que mais foi expulso na história do futebol, com 601 partidas e 46 cartões vermelhos.  Aposentou-se dos gramados em 2015. Atualmente é assistente técnico do Independiente Santa Fe, clube na Primeira Divisão da Colômbia.

## Recordista de Cartões Vermelhos
Futebolista do tipo viril, Gerardo Bedoya (conhecido como "o Gladiador"), detém o valente recorde de ser o jogador que mais vezes foi expulso (em todo o mundo), com um total de 46 expulsões em 601 partidas disputadas ao longo dos seus 17 anos de carreira como atleta profissional.
Após se aposentar dos gramados, o ex-jogador protagonizou uma cena inusitada em 2016. Auxiliar técnico do Independiente Santa Fé, ele foi expulso logo na sua primeira oportunidade à beira do gramado, em confronto diante do Atlético Júnior, pelo Campeonato Colombiano.

## Títulos
Seleção Colombiana
- Copa América: 2001

Deportivo Cali
- Campeonato Colombiano:	1998

Racing Club
- Torneio Apertura (Argentina): 2001

Santa Fe
- Torneio Apertura (Colômbia): 2012
- Superliga da Colômbia: 2013